# 毛瓣美丽乌头
毛瓣美丽乌头（学名：Aconitum pulchellum var. hispidum）为毛茛科乌头属下的一个变种。

## 扩展阅读
- 維基物種上的相關：毛瓣美丽乌头